# Jesús Suárez Chourio
Jesús Rafael Suárez Chourio (Caracas, Venezuela; 19 de junio de 1962) es un militar en reserva activa con el rango de general en jefe, autoridad y político venezolano, actualmente es diputado de la Asamblea Nacional de Venezuela para el periodo 2021-2025 por el estado Apure. Anteriormente era Jefe del Estado Mayor de la Comandancia en Jefe de la Fuerza Armada Nacional Bolivariana (FANB) desde 2019 al 2020. También fue comandante general del Ejército Bolivariano de Venezuela, entre el 20 de junio de 2017 hasta el 8 de julio de 2019. Chourio ha sido sancionado por varios países.

## Biografía

### Trayectoria política
Suárez Chourio egresó de la promoción «Francisco de Paula Alcántara» en 1986, de la Academia Militar de Venezuela (actual Academia Militar del Ejército Bolivariano). En 1992, formó parte del intento de golpe Estado del 4 de febrero de 1992 -liderado por el entonces teniente coronel Hugo Rafael Chávez Frías contra el entonces presidente, Carlos Andrés Pérez- y estuvo preso por insurrección.
Hombre de confianza del fallecido presidente Hugo Chávez, quien lo llamaba cariñosamente “El negro Chourio”, fue líder de la Unidad de Protección y Seguridad, encargada del cuidado del Presidente, y posteriormente  jefe de la guardia privada presidencial.  Tras la muerte de Chávez, anunciada el 5 de marzo de 2013, fue uno de los que ayudó  a cargar su féretro.  Fue comandante de la 42 Brigada de Paracaidistas de Maracay, estado Aragua. En 2014 se desempeñó como comandante de la Zona Operativa de Defensa Integral (Zodi), estado Aragua, al tiempo que el ahora Ministro del Poder Popular para Industrias y Producción Nacional de Venezuela y Vicepresidente para el Área Económica, Tareck El Aissami, era gobernador de esa entidad. En 2016 fue nombrado Jefe de la Segunda Región Estratégica de Defensa Integral (Redi) de la Zona Central integrada por las entidades Aragua, Carabobo y Yaracuy, y ascendido al Grado de Mayor General.
En mayo de 2017, cuando todavía se desempeñaba como jefe del Redi de la zona central, explicó que se detuvieron a 780 personas, durante las protestas contra Maduro, de los cuales 251 fueron puestos a la orden de los tribunales militares el 9 de mayo de 2017. Las acciones, violatorias de la Constitución de la República Bolivariana de Venezuela (Crbv), según el artículo 261, que reza que la jurisdicción militar solo es válida para los militares, fueron criticadas y rechazadas por la fiscal general de la República, Luisa Ortega Díaz, que posteriormente se convertirìa en opositora al gobierno venezolano, con denuncias por irregularidades en su ejercicio.
El mayor general, junto a su esposa, Samantha Sargent –candidata a la alcaldía de Chacao en 2008- es dueño del restaurante Bosque Pino, ubicado en el Círculo Militar Las Delicias, en Maracay, estado Aragua. Se está investigando la procedencia de la compra de unos apartamentos en el  edificio que se encuentra en el barrio de Salamanca en Madrid ubicado en el número 15 de la calle Lope de Rueda, junto a la calle Alcalá y a tan solo dos minutos del parque del Retiro, comprado por Rosa Gisela Olivis de Gray (Rosa Gisela Olivis Peña su nombre de soltera) quien es madre de su expareja sentimental Samanta Gray Quintero por un valor de 455,000 euros
El 4 de agosto de 2019 fue ascendido de Mayor General del Ejército al grado de General en Jefe en la categoría “Efectivo de Comando”.

## Sanciones
Chourio ha sido sancionado por varios países como parte de la andanada de sanciones impulsada por el gobierno de los Estados Unidos de América y la Unión Europea contra figuras del gobierno de facto que preside Nicolás Maduro en Venezuela, en su intento por apoyar la caída de dicho gobierno.
El 26 de julio de 2017 se dio a conocer que fue sancionado por el Departamento del Tesoro de Estados Unidos. Entre los cargos hay penalizaciones de carácter económico e individual ya que posee una cuantiosa fortuna en el extranjero la cual fue confiscada, misma cuyo origen es desconocido, presuntamente proveniente de actos de corrupción.
El 30 de marzo de 2018 fue sancionado por el gobierno de Panamá por ser considerado de alto riesgo por blanqueo de capitales, financiamiento del terrorismo y financiamiento de la proliferación de armas de destrucción masiva. Tres meses después, el 25 de junio, fue sancionado por la Unión Europea. Se le prohibió viajar a este territorio comunitario y se activó la congelación de los bienes que puedan tener en la organización.
El 7 de agosto de 2019 el gobierno de Suiza sumó a su lista de sancionados a 18 funcionarios del gobierno de Nicolás Maduro, por “por violar los derechos humanos y socavar el estado de derecho y las instituciones democráticas”. Entre los sancionados figura el nombre de Suárez Chourio. Su nombre figura entre los 25 funcionarios del gobierno de Maduro sancionados por el gobierno de Suiza el 11 de octubre de 2019.
Su nombre también figura entre los 18 funcionarios del gobierno de Maduro sancionados por la Unión Europea. Las medidas de la UE implican a prohibición de viajar a territorio comunitario y la congelación de los bienes “por haber vulnerado los principios democráticos, el estado de derecho y la democracia”.
También tiene prohibido entrar a Colombia. El gobierno colombiano mantiene una lista de personas prohibidas para entrar a Colombia o de ser expulsadas; para enero de 2019, la lista contenía a 200 personas con una "relación y apoyo cercano al régimen de Nicolás Maduro".